# Michèle Bernier

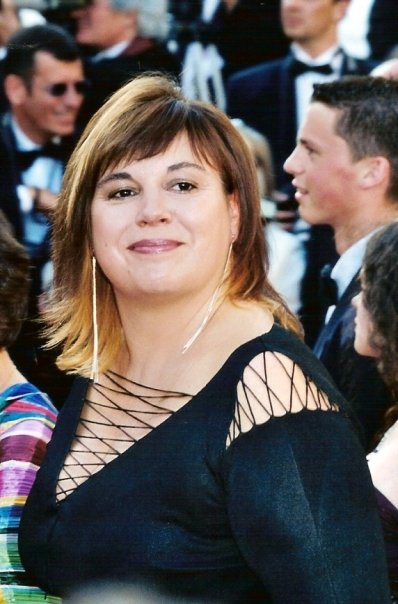
Michèle Bernier (Cannes 2002)

Michèle Bernier (* 2. August 1956 in Paris) ist eine französische Schauspielerin.

## Leben
Michèle Bernier ist die Tochter des französischen Komikers Georget Bernier (1929–2005), besser bekannt als Professeur Choron. Nach ihrer Schauspielausbildung schloss sie sich dem Theaterensemble Le Petit Théâtre de Bouvard an und konnte sich am Theater etablieren. 1981 debütierte sie in Michel Vocorets Komödie Die Urlaubsfete an der Seite von Michel Vocoret, Charlotte Walior und Claudine Delvaux auf der Leinwand.
Bernier war über 15 Jahre lang mit dem Autor Bruno Gaccio liiert, mit dem sie zwei gemeinsame Kinder hat, die 1988 und 1997 geboren wurden.

## Filmografie (Auswahl)
- 1981: Caroline tanzt aus der Reihe (Le boulanger de Suresnes)
- 1981: Die Urlaubsfete (Comment draguer toutes les filles...)
- 1984: Unter Frauen (Vive les femmes!)
- 1985: Der Cowboy – Ein großer Polizist (Le cowboy)
- 1993: Der Winkeladvokat (Les ténors)
- 1995: Eine Frau für Zwei (Gazon maudit)
- 2004: Liebeslocken (Haute coiffure)
- 2007: Ali Baba und die 40 Räuber (Ali Baba et les 40 voleurs, Fernsehzweiteiler)
- 2007: Roman de gare
- 2008: Ein Mann und sein Hund (Un homme et son chien)
- 2011: Crédit pour tous